# Marquesado de Marichalar

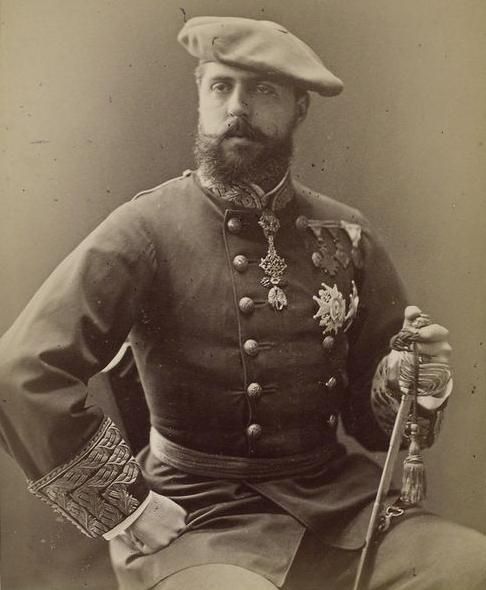
Pretendiente carlista "rey" Carlos VII.

EL marquesado de Marichalar es un título nobiliario español creado el 2 de marzo de 1869 por el pretendiente carlista "Carlos VII" a favor de Joaquín de Marichalar y Lapedriza.
Reconocido como Título del Reino el 25 de febrero de 1955, otorgada Real Carta el 8 de julio del mismo año a favor de Carlos Joaquín de Marichalar y Cotton de Bennettot, que se convirtió en el segundo marqués de Marichalar.

## Marqueses de Marichalar
|                                 | Titular                                            | Periodo                                                                            |
| Creación por "Carlos VII"       | Creación por "Carlos VII"                          | Creación por "Carlos VII"                                                          |
| ------------------------------- | -------------------------------------------------- | ---------------------------------------------------------------------------------- |
| I                               | Joaquín de Marichalar y Lapedriza                  | 1869- ?                                                                            |
| Reconocido por Francisco Franco |                                                    |                                                                                    |
| II                              | Carlos Joaquín de Marichalar y Cotton de Bennettot | 1955-1963                                                                          |
| III                             | Joaquín María de Marichalar y Cotton de Bennettot  | 1964-2017                                                                          |
| IV                              | Miguel Javier de Marichalar y Aranzadi             | 2018-actual titular por renuncia de su hermana Ana Teresa de Marichalar y Aranzadi |

## Historia de los Marqueses de Marichalar
- Joaquín de Marichalar y Lapedriza, I marqués de Marichalar.

Reconocido y otorgada la Real Carta en 1955 a favor de:
- Carlos Joaquín de Marichalar y Cotton de Bennettot (1868-1963), II marqués de Marichalar. Le sucedió su hijo:

- Joaquín María de Marichalar y Cotton de Bennettot (n. en 1918), ahijado de Don Carlos VII, III marqués de Marichalar.

1. Casó con Amada (Maite) de Aranzadi y Cuervas-Mons, hija del abogado Jesús de Aranzadi e Irujo y nieta de Estanislao de Aranzadi e Izcue quien fue Decano del colegio de abogados de Pamplona. Le sucedió su hija:
2. Ana de Marichalar Aranzadi ahijada de S.A.R María Teresa de Borbón y Parma. Ana Teresa  renunció al título del Marquesado  en favor de su hermano:

- Miguel Javier de Marichalar y Aranzadi, IV marqués de Marichalar[1]